# نظریهٔ اصول و پارامترها
اصول و پارامترها چارچوبی در زبان شناسی زایشی است که در آن نحو یک زبان طبیعی مطابق با اصول کلی (یعنی قواعد انتزاعی یا دستور زبان که در بین تمام زبان‌های بشری مشترک است) و پارامترهای خاص (مانند نشانگرها یا ترتیب اجزای کلام که در بین زبان‌های مختلف متفاوت است)، توصیف می‌شود. . به عنوان مثال، موقعیت هسته‌ها در عبارات با یک پارامتر تعیین می‌شود. اینکه یک زبان هسته‌‌آغاز یا هسته‌پایان باشد به عنوان پارامتری در نظر گرفته می‌شود که برای زبان‌های خاص روشن یا خاموش است (به عنوان مثال انگلیسی هسته‌آغاز است، در حالی که ژاپنی هسته‌پایان است ). اصول و پارامترها عمدتاً توسط زبانشناسانی چون نوام چامسکی و هوارد لاسنیک فرموله شده است. بسیاری از زبانشناسان در این چارچوب کار کرده‌اند و برای مدتی آن را شکل غالب زبان‌شناسی زایشی جریان اصلی می‌دانستند. 
اصول و پارامترها به عنوان یک چارچوب دستور زبان نیز به عنوان نظریه حاکمیت و مرجع‌گزینی شناخته می‌شود. یعنی دو اصطلاح اصول و پارامترها و حاکمیت و مرجع‌گزینی به یک مکتب در سنت دستور زایشی اشاره دارد. با این حال، چامسکی این اصطلاح را گمراه‌کننده قلمداد می‌کند. 

## چارچوب
ایده‌ی اصلی اصول و پارامترها این است که دانش نحوی فرد می‌تواند به دو صورت مدل‌سازی شود: 
- مجموعه‌ای از اصول بنیادی که بین زبان‌های بشری مشترک است؛ مانند این که جمله باید فاعل داشته باشد؛ هرچند این فاعل تظاهر آوایی نداشته باشد.
- مجموعه‌ای از پارامترها که تنوع نحوی را در بین زبان‌های بشری مشخص می‌کند؛ از قبیل این پارامتر دوگانه که در زبان‌های بشری فاعل می‌تواند تظاهر آشکار داشته باشد یا نداشته باشد (که این مورد در زبان‌های ضمیرانداز مانند فارسی مشاهده می‌شود).

در این چارچوب، هدف زبان‌شناسی این است که تمام این اصول و پارامترها را که در زبان بشر جهانی هستند (منظور همان دستور جهانی است)، مشخص کند. بدین ترتیب شرح دستور یک زبان در چارچوب اصول و پارامترها عبارت است از یک بررسی بین زبانی و آوردن شواهدی از سایر زبان‌ها. بدین ترتیب در نهایت مطلوب این است که تمام صورتهای ممکن در زبان بشری که در دستور زایشی تولید شده‌اند،‌ به دست بیاید و مورد بررسی قرار گیرد.

## زبان‌آموزی
نظریه‌ٔ اصول و پارامترها راه حلی متاخر به مساله‌ی افلاطون در مورد زبان‌آموزی است که توسط چامسکی تعریف شده و بدان تا حدی پاسخ داده شده است. ظاهرا این برنامه می‌خواهد خلا بین دانش زبانی و توانش زبانی را برطرف کند.  در حقیقت می‌خواهد به این پرسش پاسخ بدهد که کودک چگونه با داده‌های محدود و احتمالا ناکافی، می‌تواند در محیط‌ّای زبانی مختلف، زبان‌های مختلف را به صورت دقیق و کامل بیاموزد و به سرعت بر دستور یک زبان مسلط شود؛ آن هم در صورتی که بین زبان‌های بشری در ظاهر شباهت‌های چندانی هم وجود ندارد.
در این چارچوب نظری، اصول و پارامترها درواقع بخشی از دستور جهانی است که تمام ابنای بشر فارغ از ملاحظات ژنتیکی آن را در خود دارند. بنابراین اصول و پارامترها از طریق قرار گرفتن در معرض یک زبان بخصوص آموخته نمی‌شوند؛ بلکه قرار گرفتن در معرض یک زبان مشخص باعث می‌شود این پارامترها در تنظیمات درست خود قرار بگیرند. بدین صورت درواقع اگر تصور کنیم که کودک در هنگام مواجهه با یک زبان، تنها از بین صورت‌های دستوری ممکن که در ذهن او به صورت یک موهبت وجود دارد،‌ یکی را انتخاب می‌کند،‌مشکل بسیار ساده می‌شود. نظریهٔ اصول و پارامترها می‌خوا‌هد این اصول (که یک موهبت ذهنی است و به صورت پیشفرض در ذهن تمام ابنای بشر وجود دارد) و پارامترهایی را که باعث تنوع نحوی در زبان‌های مختلف می‌شود،‌ بررسی کند تا در نهایت بتواند آن قابلیت ذهنی و آن دستور جهانی را توصیف و تبیین کند. تعامل بین این اصول و پارامترها تمام زبان‌های بشری را تولید می‌کند و در عین حال تمام زبان‌های غیرطبیعی را از دایره‌ی شمول خود حذف می‌کند. 